# Ludwin (gmina)
Pour les articles homonymes, voir Ludwin.
Ludwin est une gmina rurale (gmina wiejska) de la powiat de Łęczna, dans la Voïvodie de Lublin, dans l'est de la Pologne.
Son siège administratif (chef-lieu) est le village de Ludwin, qui se situe environ 4 kilomètres (km) au nord de Łęczna (siège du powiat) et 25 kilomètres à l'est de la capitale régionale Lublin (capitale de la voïvodie).
La gmina couvre une superficie de 120,51 km2 pour une population de 4 985 habitants en 2006.

## Histoire
De 1975 à 1998, la gmina est attachée administrativement à l'ancienne Voïvodie de Lublin.

Depuis 1999, elle fait partie de la nouvelle voïvodie de Lublin.

## Géographie

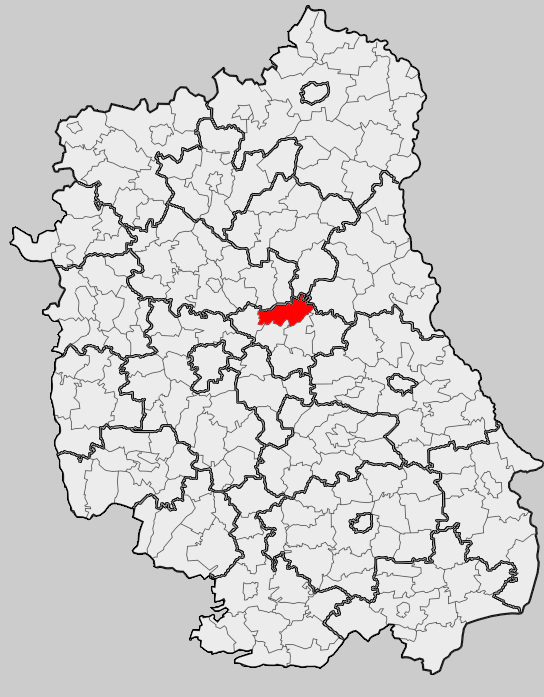
Position de la gmina dans la voïvodie

La gmina inclut les villages de:
- Czarny Las
- Dąbrowa
- Dratów
- Dratów-Kolonia
- Jagodno
- Kaniwola
- Kobyłki
- Kocia Góra
- Krzczeń
- Ludwin
- Ludwin-Kolonia
- Piaseczno
- Rogóźno
- Rozpłucie Drugie
- Rozpłucie Pierwsze
- Stary Radzic
- Uciekajka
- Zezulin Drugi
- Zezulin Niższy
- Zezulin Pierwszy

### Gminy voisines
La gmina de Ludwin est voisine des gminy de:
- Cyców
- Łęczna
- Ostrów Lubelski
- Puchaczów
- Sosnowica
- Spiczyn
- Urszulin
- Uścimów

## Structure du terrain
D'après les données de 2002, la superficie de la commune de Ludwin est de 120,51 kilomètres carrés, répartis comme telle :
- terres agricoles : 70%
- forêts : 14%

La commune représente 19,02% de la superficie du powiat.

## Démographie
Données duu 30 juin 2004:
| Description        | Total  | Total | Femmes | Femmes | Hommes | Hommes |
| ------------------ | ------ | ----- | ------ | ------ | ------ | ------ |
| Unité              | Nombre | %     | Nombre | %      | Nombre | %      |
| Population         | 4 981  | 100   | 2 425  | 48,7   | 2 556  | 51,3   |
| Densité (hab./km²) | 41,3   | 41,3  | 20,1   | 20,1   | 21,2   | 21,2   |